# Saltomortal

En animation av en grupperad saltomortal framåt.

En saltomortal eller volt är när någon hoppar i luften med vertikalrotation framåt, bakåt eller sidledes. Begreppet används bland annat inom gymnastik och simhopp, och kan utföras i grupperad (hopkrupen), pikerad (vinklad) eller sträckt stil.
En volt gör man genom att hoppa upp i luften och snurra runt sin egen axel och sedan landa på fötterna. Man börjar med att stå rakt med händerna utsträckta framför sig. Sedan böjer man på knäna och sänker armarna, skjuter ifrån med benen och kastar armarna uppåt för att få höjd. När man har nått tillräcklig höjd, kryper man ihop till en boll och snurrar. När man är på väg ned, vecklar man ut sig och landar på fötterna.
Begreppet saltomortal är bildat av de latinska orden saltus, "hopp", och mortal, "dödlig", och betyder alltså "dödssprång". Termen används i cirkusakrobatik.
Gainer är en bakåtsaltomortal med fortsatt färd framåt i färdriktningen. Gainer förekommer i gymnastik, simning och parkour.

## Etymologi
Ordet saltomortal kommer från italienska: salto - hopp och mortale - dödligt.